# Lluïsa de Mecklenburg-Strelitz

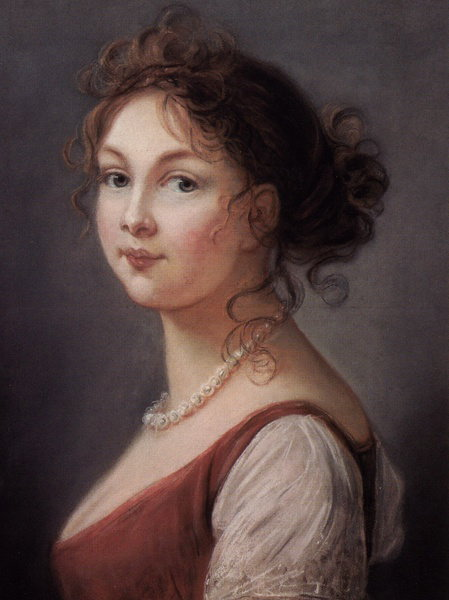
La mítica reina Lluïsa de Prússia

Lluïsa de Mecklenburg-Strelitz, reina de Prússia (Hannover, 10 de març de 1776 - Schloss Hohenzieritz, 19 de juliol de 1810), nascuda princesa de Mecklenburg-Strelitz, es convertí per casament en reina de Prússia. Gran part dels monarques europeus regnants destaquen entre els seus descendents: l'últim kàiser d'Alemanya, Guillem II de Prússia, el tsar Nicolau II de Rússia, el rei Constantí II de Grècia, el rei Miquel I de Romania, la reina Sofia d'Espanya, el duc Felip d'Edimburg, la reina Margarida II de Dinamarca, el rei Harald V de Noruega, el rei Carles XVI Gustau de Suècia i el príncep Ernest August de Hannover.
Nascuda a Hannover, on el seu pare era general a les ordres del regne de Hannover, era filla del príncep Carles II de Mecklenburg-Strelitz i de la princesa Frederica de Hessen-Darmstadt. Alhora era neta del gran duc Carles Lluís de Mecklenburg-Strelitz i de la princesa Elisabet Albertina de Saxònia-Hildburghausen per via paterna, mentre que per via materna ho era del príncep Jordi Guillem de Hessen-Darmstadt i de la princesa Lluïsa Albertina de Leiningen-Dagsburg-Falkenburg.
L'any 1793 conegué el príncep hereu i després rei Frederic Guillem III de Prússia. El jove príncep caigué enamorat de la bella princesa mecklenburguesa i el 24 de desembre de 1793 es casaren a Berlín. La bellesa indiscutible i la noblesa de la jove princesa captivaren el príncep prussià. La parella s'establí al castell de Charlottenburg a prop de Berlín i tingueren nou fills:
- SM el rei Frederic Guillem IV de Prússia nascut el 1795 a Berlín i mort el 1861 a Potsdam. Es casà amb la princesa Elisabet de Baviera.

- SM el rei Guillem I de Prússia nascut a Berlín el 1797 i mort el 1888 a Berlín. Es casà amb la princesa Augusta de Saxònia-Weimar-Eisenach.

- SAR la princesa Carlota de Prússia nascuda a Berlín el 1798 i morta el 1860 a Sant Petersburg. Es casà amb el tsar Nicolau I de Rússia.

- SAR la princesa Frederica de Prússia nascuda el 1799 a Potsdam i morta el 1800 a Berlín.

- SAR el príncep Carles de Prússia nascut el 1801 a Berlín i mort el 1883 a la mateixa ciutat. Es casà amb la princesa Maria Lluïsa de Saxònia-Weimar-Eisenach.

- SAR la princesa Alexandrina de Prússia nascuda el 1803 a Berlín i morta el 1892 a Schwerin. Es casà amb el gran duc Pau Frederic de Mecklenburg-Schwerin.

- SAR el príncep Ferran de Prússia nascut el 1804 a Berlín i mort el 1806 a Berlín.

- SAR la princesa Lluïsa Augusta de Prússia nascuda el 1808 a Königsberg (Kaliningrad) i morta a Wassenar el 1872. Es casà amb el príncep Frederic dels Països Baixos.

- SAR el príncep Albert de Prússia nascut el 1809 a Königsberg (Kalliningrad) i mort el 1870 a Berlín. Es casà amb la princesa Marianna dels Països Baixos en primeres núpcies, i en segones amb la princesa Rosalia von Rauch.

Com a reina de Prússia es guanyà les simpaties de tot Europa i molt especialment dels prussians arran de les disputes personals que mantingué amb Napoleó. Després de la batalla de Jena (1806) tot el territori de Brandenburg quedà a mercè de les tropes franceses i la família reial fou traslladada d'urgència als territoris de la Prússia Oriental, a la ciutat de Königsberg.
Malgrat tot, les batalles francoprussianes continuaren i després de dues noves derrotes de l'exèrcit de Frederic Guillem III de Prússia, la Prússia Oriental, territori aparentment segur per la seva llunyania junt amb les fronteres russes, esdevingué amenaçat per les tropes franceses. La reina públicament suplicà la continuïtat del Regne de Prússia desplaçant-se personalment al quarter general de l'emperador francès; tot i així, Napoleó no accedí als seus precs i els reis prussians hagueren de refugiar-se primer a Memel i després a la Cort dels tsars a Sant Petersburg.
L'any 1810 mentre Lluïsa visitava el seu pare a Strelitz morí als braços del seu espòs a l'edat de trenta-quatre anys i fou enterrada als jardins del palau de Charlottenburg als voltants de Berlín. L'any 1840 hi fou enterrat el seu espòs.
L'any 1882 s'inaugurà al Tiegarteen de Berlín una estàtua commemorativa de la jove reina prussiana en un acte al qual assistiren el kàiser Frederic III de Prússia i la princesa reial Victòria del Regne Unit.

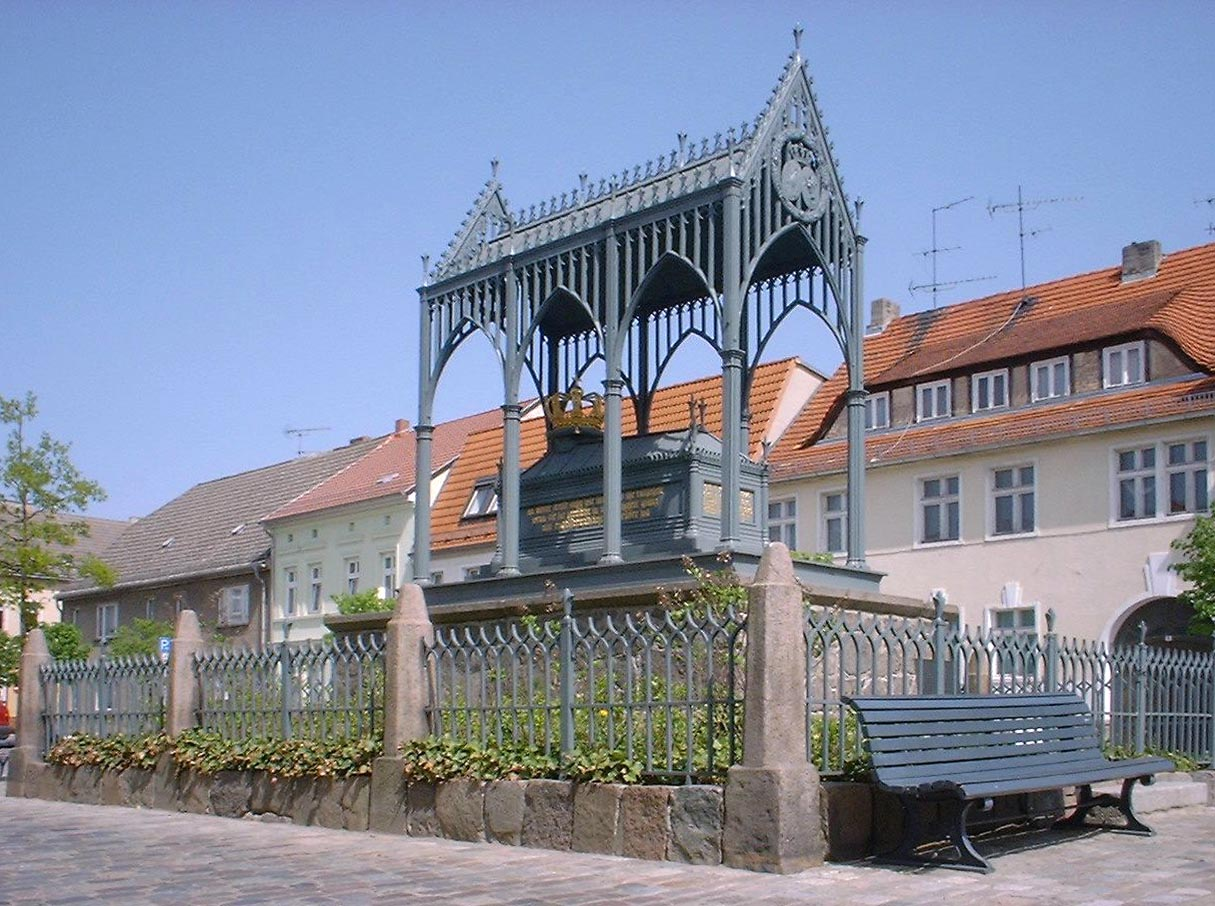
Memorial
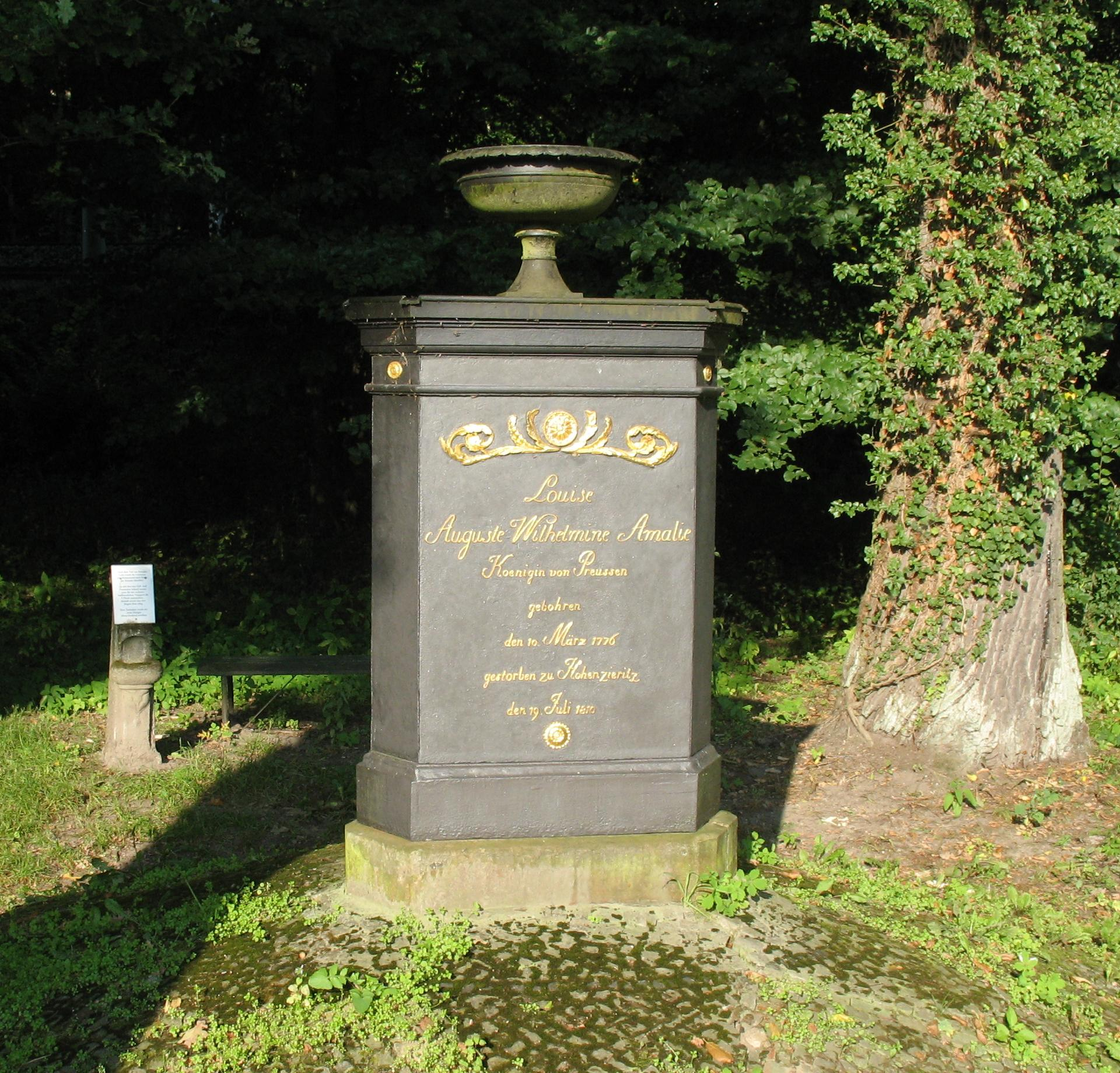
Memorial